# Wall of Voodoo
Wall of Voodoo était un groupe de rock américain formé à Los Angeles en 1977 et séparé en 1988. 
Ils réaliseront un des plus grands album de New-wave du début des années 1980, Call of the West sorti en septembre 1982.

## Composition
- Stan Ridgway (né en 1954) : Chant, harmonica, claviers.
- Joe Nanini : Percussions, batterie, voix.
- Chas T. Gray : Synthétiseur, basse, chœurs.
- Marc Moreland : Guitares 6 et 12 cordes.

## Discographie

### Albums studio
- 1980 : Wall of Voodoo (EP)
- 1981 : Dark Continent
- 1982 : Call of the West
- 1985 : Seven days in Sammytown
- 1987 : Happy Planet

### Album live
- 1989 : The Ugly Americans in Australia

### Compilations
- 1984 : Granma's House
- 1991 : The Index Masters (premier EP + titres live)
- 2011 : Lost Weekend: The Best of Wall of Voodoo (The I.R.S. Years)

### Singles
- 1982 : "Ring of Fire" (remix)
- 1982 : "On Interstate 15"
- 1983 : "Mexican Radio"
- 1983 : "Call of the West"
- 1983 : "There's Nothing on This Side"
- 1984 : "Big City"
- 1985 : "Far Side of Crazy"
- 1987 : "Do It Again"
- 1987 : "Elvis Bought Dora a Cadillac"